# Friedrich Kayssler

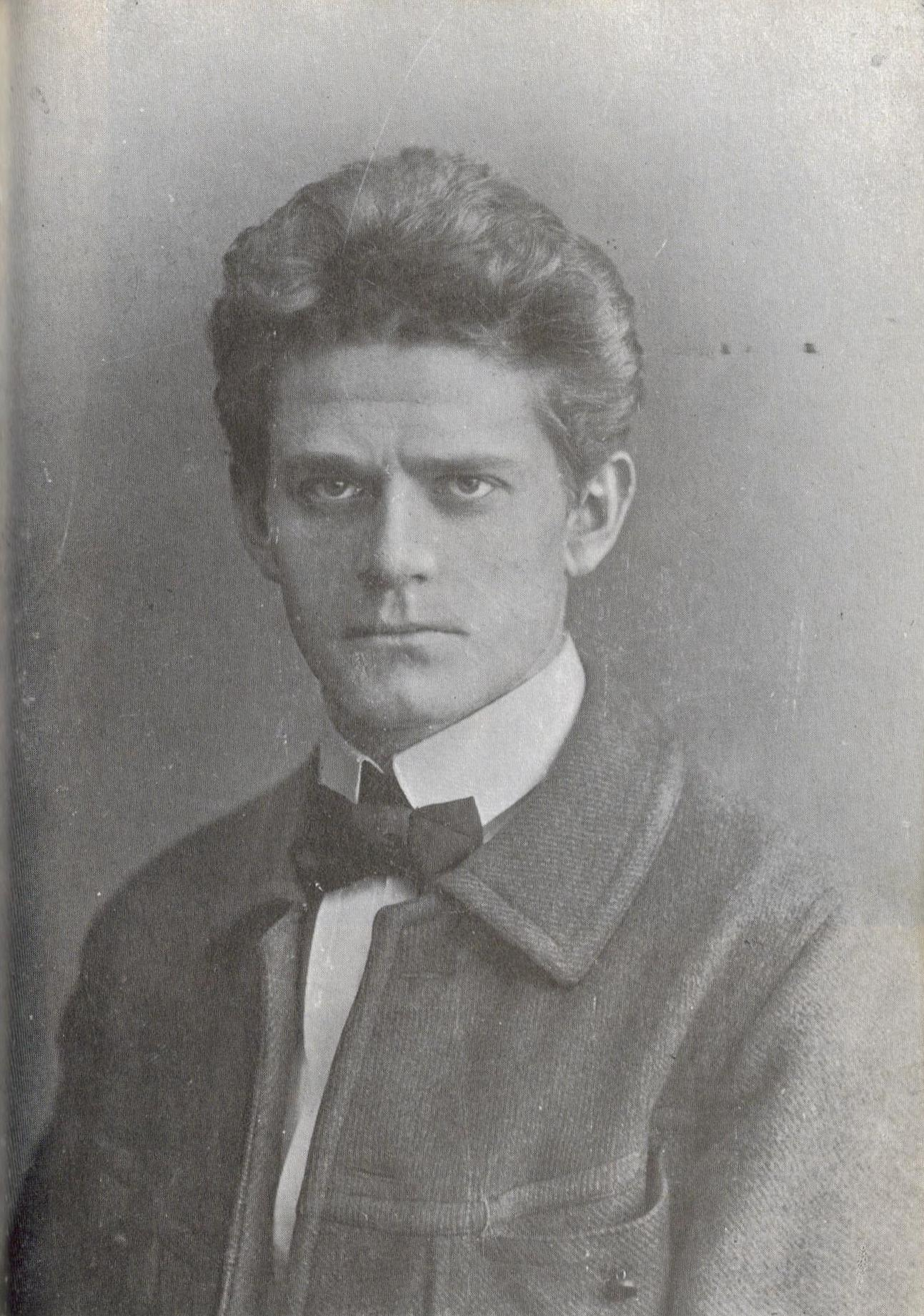
Friedrich Kayssler (1898)

Friedrich Martin Adalbert Kayssler, auch Friedrich Kayßler (* 7. April 1874 in Neurode, Niederschlesien; † 24. April 1945 in Kleinmachnow bei Berlin) war ein deutscher Schauspieler sowie Schriftsteller und Komponist.

## Leben

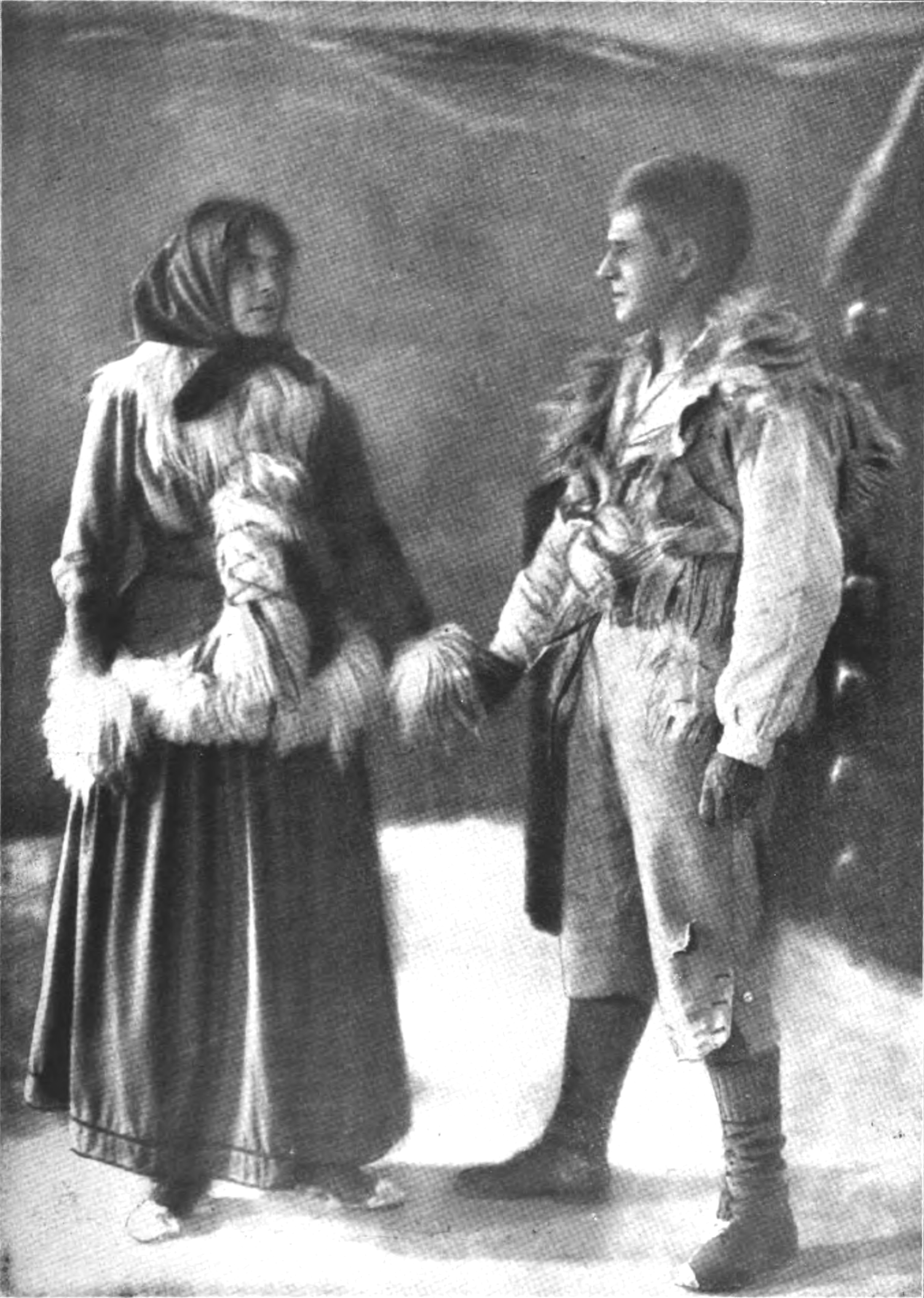
Lina Lossen und Friedrich Kayssler als Solvejg und Peer Gynt im Jahr 1913. Aufführung im Lessingtheater (Berlin). Foto: Becker und Maass

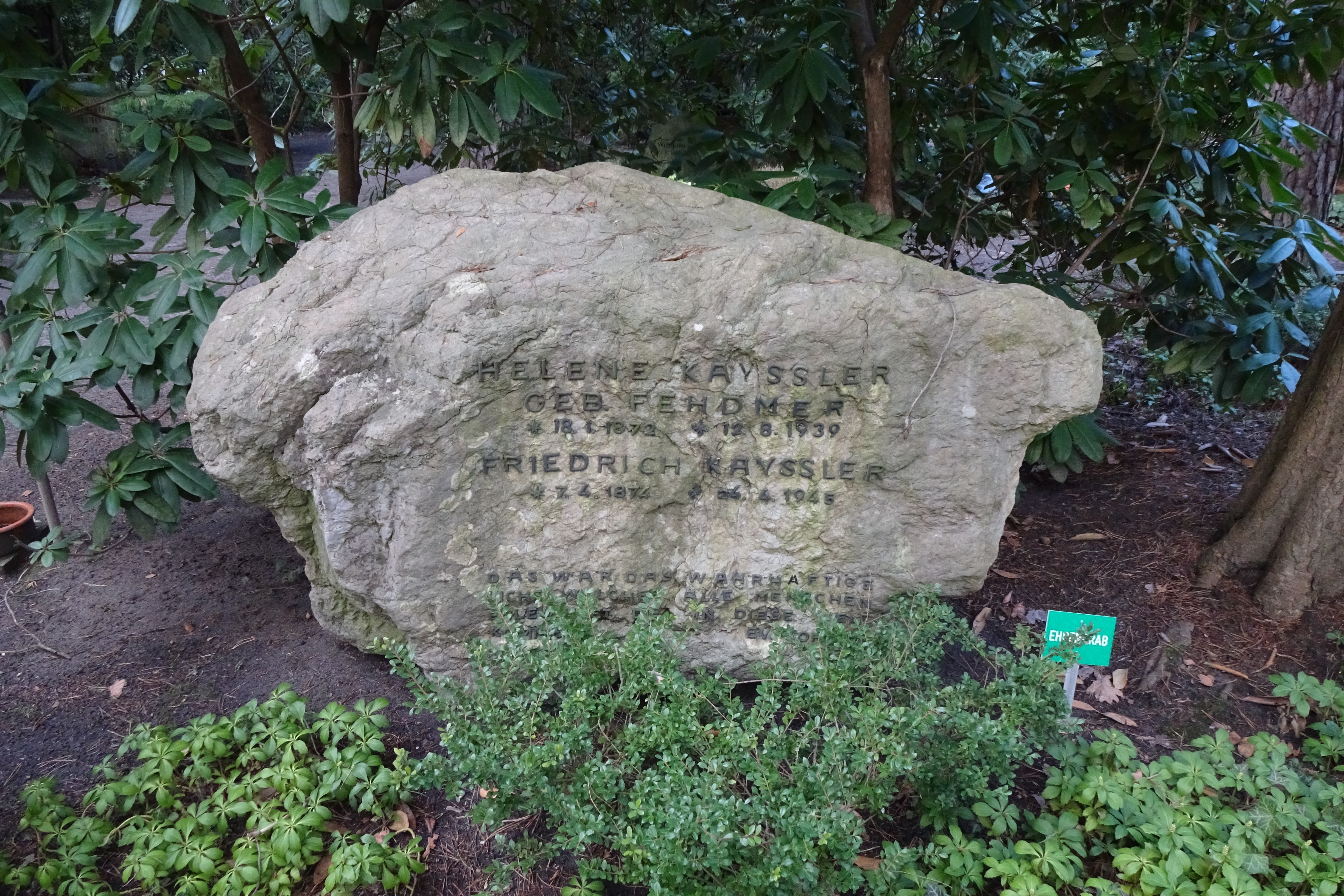
Ehrengrab für Friedrich Kayssler und Helene Fehdmer auf dem Waldfriedhof Kleinmachnow

Friedrich Kayssler besuchte in Breslau das Maria-Magdalenen-Gymnasium, studierte Philosophie in Breslau und München und begann seine Bühnenlaufbahn in Berlin bei Otto Brahm. Von dort ging er als Erster Liebhaber nach Görlitz, wo er seine erste Frau Luise, Mitglied des dortigen Theaters, kennenlernte und heiratete, war kurze Zeit in Halle und kam dann dauernd nach Berlin zurück.
Auf dem Breslauer „Magdalenäum“ lernte Kayssler im Sommer 1889 Christian Morgenstern kennen, mit dem ihn eine lebenslange Freundschaft verband, ebenso wie mit Fritz Beblo, mit dem zusammen er 1893 das Abitur machte. Morgenstern wurde der Patenonkel seines Sohnes Christian.
Er befreundete sich noch unter Otto Brahm mit Max Reinhardt, mit dem er gemeinsam die Schall und Rauch-Abende veranstaltete. Als Reinhardt 1905 das Deutsche Theater als Nachfolger Otto Brahms übernahm, wurde Kayssler Mitglied dieser Bühne, der von 1905 an auch Helene Fehdmer, seine zweite Gattin, angehörte; er hatte sie 1904 als Lola Montez in Josef Ruederers Morgenröte im Neuen Theater kennengelernt. 1913 verdiente er als Schauspieler bei der Literaria Film 3.000 Mark pro Monat (19.730 Euro pro Monat).
Von 1918 bis 1923 war Kayssler Direktor der Volksbühne Berlin. Als Kayssler 1923 vorzeitig von der Direktion zurücktrat, hieß es im Nachrichtenblatt der Volksbühne Berlin, es habe „gewisse Auseinandersetzungen“ über einen „Vertrag, den Direktor Kayßler wegen eines einmonatigen Gastspieles am Theater in der Königgrätzer Straße ohne Zustimmung des Vereinsvorstandes abgeschlossen hatte“, gegeben. Kayssler habe sich „aus materiellen Gründen“ nicht zum Rücktritt von diesem Gastspiel bereitfinden wollen. Kayssler gastierte zusammen mit Helene Fehdmer viel im In- und Ausland und übernahm zahlreiche Filmrollen.
Am 15. Juni 1935 ernannte ihn Joseph Goebbels zum Mitglied des Reichskultursenats.
Nebenbei betätigte er sich auch als Schriftsteller. Er verfasste vorwiegend impressionistische Märchendramen und Lustspiele, trat aber auch mit Gedichten, Essays und Aphorismen an die Öffentlichkeit. 1938 spielte er eine Rolle in dem von Lothar Müthel inszenierten Struensee-Drama Der Sturz des Ministers des NS-Dramatikers Eberhard Wolfgang Möller. Nach dem Tode von Helene Fehdmer-Kayssler (1939) widmete er ihr das Buch Helene Fehdmer zum Gedächtnis (1942 im Verlag Rütten & Loening), in welchem er versuchte, unter Wiedergabe von Dialogen der meist von ihnen gemeinsam gespielten Rollen einen Umriss zu geben „des inneren Bildes ihrer Darstellungen und Gestalten“. 57 Bildtafeln sind dem Buch beigegeben, darunter Aufnahmen ihrer bildhauerischen Werke.
Friedrich Kayssler war einer von nur vier Theaterschauspielern, die auf der Gottbegnadeten-Liste als „unersetzliche Künstler“ aufgeführt wurden. Im Jahr 1944 erhielt er die Goethe-Medaille für Kunst und Wissenschaft.
Am 10. März 1944 starb sein Sohn Christian Kayssler, der ebenso ein erfolgreicher Schauspieler war, im Alter von 45 Jahren an Tuberkulose. Friedrich Kayssler wurde bei Kriegsende vor seinem Haus in Kleinmachnow von sowjetischen Soldaten erschossen. Sein Grab befindet sich auf dem Waldfriedhof Kleinmachnow.

## Filmografie

### Stummfilme
- 1913: Welche sterben, wenn sie lieben – Regie: Carl Schönfeld
- 1915: Der Tunnel – Regie: William Wauer
- 1922: Fridericus Rex. 4. Schicksalswende – Regie: Arzén von Cserépy
- 1923: Die Liebe einer Königin – Regie: Ludwig Wolff
- 1924: Tragödie im Hause Habsburg – Regie: Alexander Korda
- 1924: Mutter und Kind – Regie: Carl Froelich
- 1924: Gräfin Donelli – Regie: G. W. Pabst
- 1925: Schicksal – Regie: Felix Basch
- 1925: Ein Lebenskünstler – Regie: Holger-Madsen
- 1926: Eine Dubarry von heute – Regie: Alexander Korda
- 1927: Feme
- 1929: Das brennende Herz

### Tonfilme
- 1930: Zwei Welten – Regie: E. A. Dupont
- 1930: Zwei Menschen – Regie: Erich Waschneck
- 1930: Stürme über dem Mont Blanc – Regie: Arnold Fanck
- 1930: Der Mann, der den Mord beging – Regie: Kurt Bernhardt
- 1930: Das Flötenkonzert von Sans-souci – Regie: Gustav Ucicky
- 1931: Yorck – Regie: Gustav Ucicky
- 1931: Luise, Königin von Preußen – Regie: Carl Froelich
- 1931: Im Geheimdienst – Regie: Gustav Ucicky
- 1931: Der Hauptmann von Köpenick – Regie: Richard Oswald
- 1931: 24 Stunden aus dem Leben einer Frau – Regie: Robert Land
- 1932: Unter falscher Flagge
- 1932: Strafsache van Geldern. Willi Vogel, der Ausbrecherkönig – Regie: Willi Wolff
- 1932: Marschall Vorwärts
- 1932: Die elf Schill’schen Offiziere – Regie: Rudolf Meinert
- 1932: Das Schiff ohne Hafen – Regie: Harry Piel
- 1934: Gold – Regie: Karl Hartl
- 1934: Der ewige Traum – Regie: Arnold Fanck
- 1934: Peer Gynt – Regie: Fritz Wendhausen
- 1935: Der alte und der junge König – Regie: Hans Steinhoff
- 1935: Mazurka – Regie: Willi Forst
- 1935: Friesennot – Regie: Willi Krause
- 1935: Der höhere Befehl
- 1935: Das Mädchen vom Moorhof
- 1936: Eine Frau ohne Bedeutung – Regie: Hans Steinhoff
- 1937: Der Hund von Baskerville – Regie: Carl Lamač
- 1937: Zwischen den Eltern – Regie: Hans Hinrich
- 1937: Der zerbrochene Krug – Regie: Gustav Ucicky
- 1938: Verwehte Spuren – Regie: Veit Harlan
- 1938: Dreizehn Mann und eine Kanone – Regie: Johannes Meyer
- 1938: Anna Favetti – Regie: Erich Waschneck
- 1939: Der singende Tor – Regie: Johannes Meyer
- 1939: La casa lontana (italienische Fassung von Der singende Tor)
- 1940: Der Fuchs von Glenarvon – Regie: Max W. Kimmich
- 1940: Angelika – Regie: Jürgen von Alten
- 1940: Friedrich Schiller – Triumph eines Genies – Regie: Herbert Maisch
- 1940: Bismarck – Regie: Wolfgang Liebeneiner
- 1941: Der Strom – Regie: Günther Rittau
- 1944: Träumerei – Regie: Harald Braun
- 1945: Das Leben geht weiter – Regie: Wolfgang Liebeneiner
- 1950: Sie sind nicht mehr – Regie: Werner Malbran (Kompilationsfilm)

## Werke
Texte

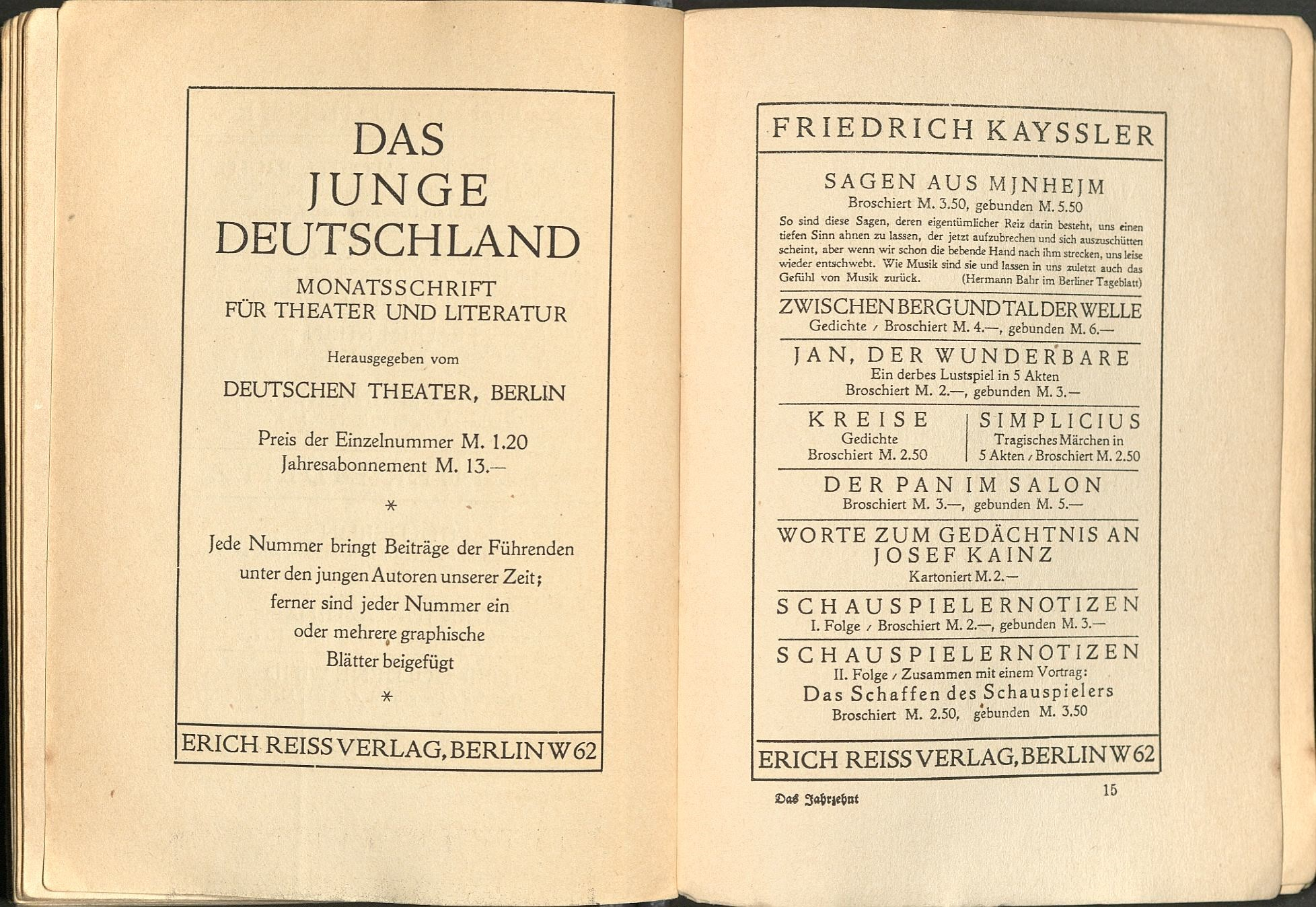
Anzeige bei Erich Reiss (1918)

- Simplicius. Tragisches Märchen in fünf Akten.  Bergemann & Haase, Berlin 1904[3].
- Sagen aus Mjnhejm. Reiss, Berlin 1909.
- Schauspielernotizen. 2 Bände. Reiss, Berlin 1910–1914.
- Jan der Wunderbare. Ein derbes Lustspiel in 5 Bildern. Reiss, Berlin 1916.
- Zwischen Tal und Berg der Welle. Neue Gedichte. Reiss, Berlin 1917.
- Besinnungen. Aphorismen. Reiss, Berlin 1921.
- Stunden in Jahren Neue Gedichte. Reiss, Berlin 1924.

Kompositionen
- Zwölf Forstadjunktionaten. Galgenlieder von Christian Morgenstern. Zur Laute komponiert von Friedrich Kayssler.: Himmel und Erde; Das Nasobēm; Der Leu; Der Nachtschelm und das Siebenschwein; Das Hemmed; Der Schaukelstuhl auf der verlassenen Terrasse; Das Tellerhafte; Klabautermann; Gleichnis; Die Mittagszeitung; Korf erfindet eine Art von Witzen; Traum einer Magd